# جيرالدين هيني
جيرالدين هيني هي لاعبة هوكي الجليد كندية، ولدت في 1 أكتوبر 1967 في بلفاست في المملكة المتحدة.

## وصلات خارجية
- جيرالدين هيني على موقع EliteProspects.com (الإنجليزية)
- جيرالدين هيني على موقع أوليمبيديا (الإنجليزية)
- جيرالدين هيني على موقع قاعة كندا للمشاهير الرياضية (الإنجليزية)